# Bataille de Messines (1917)
Pour les articles homonymes, voir Bataille de Messines et Messines (homonymie).
Première Guerre mondiale
Batailles
Front d'Europe de l’Ouest
- Liège (8-1914)
- Namur (8-1914)
- Frontières (8-1914)
- Anvers (9-1914)
- Grande Retraite (9-1914)
- Marne (9-1914)
- Course à la mer (9-1914)
- Yser (10-1914)
- Messines (10-1914)
- Ypres (10-1914)
- Givenchy (12-1914)
- 1re Champagne (12-1914)
- Hartmannswillerkopf (1-1915)
- Neuve-Chapelle (3-1915)
- 2e Ypres (4-1915)
- Colline 60 (4-1915)
- Artois (5-1915)
- Festubert (5-1915)
- Quennevières (6-1915)
- Linge (7-1915)
- 2e Artois (9-1915)
- 2e Champagne (9-1915)
- Loos (9-1915)
- Verdun (2-1916)
- Redoute Hohenzollern (3-1916)
- Hulluch (4-1916)
- 1re Somme (7-1916)
- Fromelles (7-1916)
- Arras (4-1917)
- Vimy (4-1917)
- Chemin des Dames (4-1917)
- 3e Champagne (4-1917)
- 2e Messines (6-1917)
- Passchendaele (7-1917)
- Cote 70 (8-1917)
- 2e Verdun (8-1917)
- Malmaison (10-1917)
- Cambrai (11-1917)
- Bombardements de Paris (1-1918)
- Offensive du Printemps (3-1918)
- Lys (4-1918)
- Aisne (5-1918)
- Bois Belleau (6-1918)
- 2e Marne (7-1918)
- 4e Champagne (7-1918)
- Château-Thierry (7-1918)
- Le Hamel (7-1918)
- Amiens (8-1918)
- Cent-Jours (8-1918)
- 2e Somme (9-1918)
- Bataille de la ligne Hindenburg
- Meuse-Argonne (10-1918)
- Cambrai (10-1918)

Front italien
Front d'Europe de l’Est
Front des Balkans
Front du Moyen-Orient
Front africain
Bataille de l'Atlantique
La seconde bataille de Messines, du 7 juin 1917 au 14 juin 1917 est une offensive de la 2e armée britannique du général Plumer près de la ville de Messines en Flandre occidentale belge pendant la Première Guerre mondiale contre la IVe armée allemande dirigée par le général von Armin sur le front occidental.
Après l'échec de l'offensive du général Nivelle au Chemin des Dames en avril et mai 1917, les troupes françaises sont secouées par une série de mutineries modifiant les plans stratégiques franco-britanniques pour l'année 1917. L'armée britannique déclenche l'offensive de Messines pour forcer l'armée allemande à déplacer des réserves vers la Flandre et ainsi réduire la pression sur les troupes françaises. L'objectif tactique de cette bataille est de capturer les positions allemandes sur la colline de Messines afin de priver la IVe armée allemande des positions dominantes du sud du saillant d'Ypres. Cette bataille est le prélude d'une opération plus ambitieuse, menée par l'armée britannique au cours de l'été et de l'automne 1917, visant la capture de la crête de Passchendaele puis la percée du front jusqu'à la frontière hollandaise afin de capturer la côte belge.
La 2e armée britannique est formée de cinq corps d'armée, trois d'entre eux sont impliqués dans l'attaque, et les deux autres sont positionnés sur le flanc nord et ne participent pas à l'attaque. La 2e armée dispose d'un dernier corps d'armée de la réserve générale. Les troupes allemandes sont au cours des combats renforcées par une division provenant d'Ypres. La bataille débute par l'explosion de 19 mines détruisant les défenses allemandes de première ligne, suivie d'un barrage roulant qui permet l'avancée des troupes britanniques appuyées par des chars, des troupes de cavalerie et des avions et la capture de la colline de Messines.

## Contexte militaire sur le front Ouest

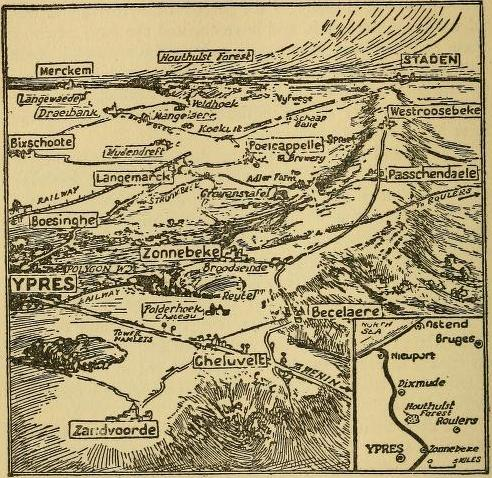
Croquis cartographique du plateau de Gheluvelt lors des batailles d'Ypres de 1917.

Dès 1916, les Britanniques prévoient de repousser l'armée allemande de la côte belge pour les empêcher d'utiliser les ports côtiers comme bases de sous-marins et limiter les attaques de navires marchands et de navires de transports de troupes dans la Manche et la mer du Nord. Le lieutenant-général Herbert Plumer recommande au maréchal Douglas Haig de capturer la crête de Messines qui fait partie de l'arc sud du saillant d'Ypres avant l'opération principale de prise du plateau de Gheluvelt plus au nord. Les opérations dans les Flandres ne sont pas réalisées en 1916 en raison de l'offensive allemande à Verdun et du déclenchement de la bataille de la Somme. En avril 1917, après les faibles résultats de la bataille du Chemin des Dames dirigée par le général Robert Nivelle, l'armée française est affaiblie moralement entraînant des mutineries. Nivelle est remplacé à la tête de l'armée française par Philippe Pétain qui temporise.
Haig décide, malgré l'affaiblissement des Français, la capture de la crête de Messines-Wytschaete par la 2e armée. Cette attaque va attirer les troupes allemandes loin des armées françaises sur l'Aisne et la capture de la crête de Messines va permettre aux Britanniques d'avoir une position stratégique sur le flanc sud du saillant d'Ypres. Cette capture raccourcit la ligne de front et prive les Allemands d'observatoires des positions britanniques plus au nord. Les Britanniques peuvent maintenant observer le versant sud de la crête de Menin à l'ouest du plateau Gheluvelt, en vue d'une plus grande offensive dans le saillant d'Ypres.
La ligne de front autour d'Ypres a peu changé depuis la fin de la deuxième bataille d'Ypres des 22 avril au 25 mai 1915. Depuis cette bataille, les Britanniques tiennent la ville, tandis que les Allemands tiennent la crête de Messines-Wytschaete au sud, les crêtes inférieures à l'est et le terrain plat vers le nord. Le front d'Ypres forme un saillant dans les lignes allemandes, mais il est négligé par les observateurs d'artillerie allemands. Les Britanniques ont peu de possibilité d'observation des lignes arrières allemandes et des vallées à l'est des crêtes. Les crêtes du saillant d'Ypres sont situées au nord et à l'est de Messines. La plus haute crête est à 80 mètres (264 pieds) au-dessus niveau de la mer passe « Clapham Junction » à l'extrémité ouest du plateau de Gheluvelt haut de 65 mètres (213 pieds) à 4 kilomètres (2,5 miles) d'Ypres. Une autre crête, haute de 50 mètres, à Passchendaele située à 8,9 km (5,5 miles) d'Ypres. Le nord du saillant est une plaine formée d'argile, de sable et de limon où se trouvent les villages de Hooge et de Zonnebeke. La crête de Messines est drainée par de nombreux ruisseaux, des canaux et des fossés, qui ont besoin d'entretien régulier. Depuis 1914, une grande partie de l'évacuation est détruite même si certaines parties ont été restaurées par les « sociétés de drainage des terres » amenées d'Angleterre. La zone est considérée par les Britanniques comme plus sèche que les parties du front à Loos-en-Gohelle, Givenchy et Plugstreet Wood plus au sud.

## Préparatifs de la bataille

### Préparation de l'offensive britannique
La 2e armée conçoit un plan d'artillerie centralisé très sophistiqué, comparable à celui établi pour la bataille d'Arras en avril 1917. La précision de l'artillerie britannique est améliorée par l'utilisation d'observateurs sur le terrain, des données météorologiques, de nouvelles cartes très précise à l'échelle 1:10 000 et par l'étalonnage des armes à feu. L'analyse et la détection de l'artillerie allemande devient systématique grâce à l'utilisation de nouvelles techniques d'analyses sonores et d'études de la lumière émise lors de la mise à feu. Ces observations sont ensuite centralisées à la direction de la 2e armée britannique au château de Locre. Au 19 avril 1917, seules douze batteries d'artillerie ont pour tâche de contre-battre les canons allemands. Ce nombre augmente pour atteindre dans les 10 derniers jours précédant l'attaque 438 batteries. Après cette bataille, l'étude du terrain a montré que 90 % des positions d'artillerie allemande ont été identifiées et touchées par l'artillerie britannique. Le renseignement de la 2e armée identifie, grâce aux photographies aériennes, de nouvelles positions d'artillerie à aménager par les troupes du génie au sein des lignes allemandes pour y positionner de l'artillerie et pouvoir l'utiliser au cours de la bataille.
Dès 1916, les Britanniques commencent une guerre des mines sous la crête de Messines-Wijtschate occupée par les Allemands. Cette lutte souterraine est rendue très complexe par la présence de nombreuses nappes phréatiques. En mars 1916, deux géologues militaires aident les mineurs dans la réalisation des galeries. Les troupes du génie creusent les sapes dans une couche d'« argile bleue » située entre 24  et   37 m (80  et   120 pieds) sous la surface, les galeries atteignent une longueur de 5 453 mètres (5 964 yards) sous la ligne de front de la crête. Les troupes allemandes ne restent pas inactives, par des contre-mines elles tentent de perturber le travail des troupes du génie britannique. Les mineurs allemands trouvent la sape de « la ferme de la petite Douve » et la détruisent à l'aide de camouflet. Les Britanniques détournent l'attention des mineurs allemands des galeries les plus profondes en réalisant de nombreuses attaques de diversions à des profondeurs plus faibles. Les troupes du génie britannique, canadien, australien et néo-zélandais réalisent 22 mines chargées de 455 tonnes d'explosif ammonal. La mise en place de ces mines se justifie car les Britanniques savent l'importance pour les Allemands de la crête de Messines-Wijtschate. Un document, pris sur un prisonnier allemand, reçu par Haig le 1er juin 1917, indique que « le saillant doit être tenu à tout prix ». Au cours de la semaine précédant l'attaque, 2 230 canons et obusiers bombardent les tranchées allemandes pour couper les fils téléphoniques, détruire des points fortifiés et pour contre-battre l'artillerie allemande forte de 630 canons, à l'aide de 3 561 530 obus.
En mai, les 11e (en) et 24e divisions britanniques (en) et la 4e division australienne sont déplacées d'Arras, pour devenir les divisions de réserve des corps de la 2e armée en prévision de l'attaque de la crête de Messines. Soixante-deux des nouveaux chars Mark IV arrivent en mai et sont cachés au sud-ouest d'Ypres. 300 avions britanniques provenant de la 2e brigade sont déplacés d'Arras vers le nord dans la zone d'action de la 2e armée. Pour optimiser l'utilisation de l'artillerie, des observations directes et photographiques sont réalisées par douze puis dix-huit avions de reconnaissance. L'application stricte des procédures de radiophonie sans fil permet de réduire la distance minimale entre les avions d'observation. Cette distance passe de 910 mètres (1 000 yards) lors de la bataille d'Arras d'avril à 370 mètres (400 yards) à Messines. Le 21 mai 1917, les premiers réglages d'artillerie débutent, il est prévu de rallonger la durée du bombardement de deux jours pour contre-battre efficacement les batteries allemandes. Le bombardement principal a lieu à partir du 31 mai 1917, avec un seul jour de mauvais temps avant l'attaque. Les escadrilles d'observation sont employées dans un premier temps pour la détection des batteries allemandes puis pour des « vols de bombardements » pour attaquer les batteries et les tranchées. Ces vols deviennent des vols de « contact-patrouille » pour observer les positions des troupes britanniques une fois l'assaut commencé. Le barrage est stoppé momentanément le 3 juin 1917 pour permettre aux observateurs aériens britanniques d'identifier les batteries allemandes cachées. Une nouvelle interruption le 5 juin 1917 permet l'identification d'un plus grand nombre de batteries allemandes cachées.

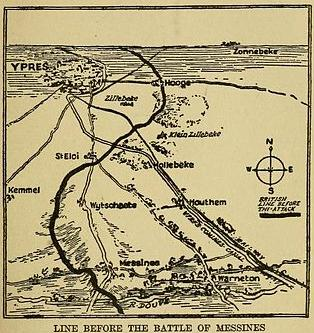
Ligne du front avant la bataille de Messines des 7 au 14 juin 1917.

La 25e division d'infanterie commence ses préparatifs entre la route Wulverghem-Messines et la route Wulverghem-Wytschaete sur un front de 1 100 mètres (1 200 yards). Ce front se réduit par la suite à 640 mètres (700 yards) sur la crête de Messines située à 2 700 mètres (3 000 yards) derrière neuf lignes défensives allemandes. Les troupes de la 25e division doivent franchir une colline pour atteindre la vallée de Steenbeek, réaliser l'ascension de la crête de Messines pour atteindre les fermes des quatre Huns, la ferme du milieu sur la crête principale et la ferme Lumm sur le flanc gauche de l'attaque. Les emplacements de l'artillerie divisionnaire de la 25e division et de la 112e brigade d'artillerie sont construits, l'artillerie de campagne de la division de la garde est positionnée sur des emplacements cachés. Entre le 12 et le 30 avril puis du 11 mai au 6 juin, des voies d'accès, des abris et des tranchées de liaison sont construits. Dans la nuit du 30 mai au 31 mai, une tranchée est creusée, complétée par des tranchées de communication et de barbelés à 140 mètres des lignes allemandes. Des ponts et des échelles sont livrés deux jours avant l'attaque pour franchir les tranchées. Plus de 12 000 mètres (13 000 yards) de câble téléphonique sont posés à 2,1 mètres (7 pieds) de profondeur pour résister à l'artillerie allemande.
De nombreux postes de mitrailleuses sont créés pour réaliser un barrage. Des fosses sont construites pour protéger les mules chargées de transporter les charges de 2 000 cartouches aux troupes avancées. Trois compagnies du génie et un bataillon de pionniers sont gardés en réserve, pour reconstruire les routes et remettre en défense les positions capturées. L'artillerie divisionnaire prépare un barrage roulant dont le chronométrage est adapté à l'avance des unités d'infanterie. Un barrage fixe est prévu à 1 400 mètres (1 500 yards) derrière les lignes allemandes. Les obusiers de 4,5 pouces (en), de 6 pouces (en) et de 8 pouces (en) sont chargés du barrage roulant et placent leurs tirs à moins de 270 mètres (300 yards) des troupes attaquantes puis allongent la portée des tirs de 270 mètres. Les canons 18-pounder sont chargés de détruire des objectifs spécifiques avant de participer au barrage d'artillerie. Les canons de l'artillerie de la Garde rejoignent le barrage roulant le jour de l'attaque à 4 h 50 du matin. À partir de 7 h 00, les pièces de la 112e brigade d'artillerie de campagne commencent les tirs de barrage derrière les premières lignes allemandes capturées pour soutenir les troupes britanniques lors des contre-attaques allemandes supposées débuter à 11 h.
La 47e division d'infanterie (en) attaque avec deux brigades, chacune renforcée d'un bataillon de la brigade de réserve, de part et d'autre du canal Ypres-Comines. De nombreuses mitrailleuses sont disposées pour déclencher des barrages de feu défensifs et offensifs, des détachements de signalisations sont organisés pour faire avancer l'infanterie. Un ballon d'observation est réservé aux messages par lampe de signalisation sur la ligne de front en cas de coupure des lignes téléphoniques ou du décès des messagers-coureurs. En face de la 142e brigade, des batteries de mortiers de tranchées sont positionnées, les lignes allemandes étant trop proches des troupes britanniques pour réaliser un bombardement par l'artillerie de campagne. À la fin de mai, les deux brigades d'attaque commencent leur préparation à l'attaque à Steenvoorde. Grâce aux photographies de reconnaissance, le champ de bataille est reproduit à l'arrière avec les différentes positions de mitrailleuses, de barbelés. Cet entraînement doit permettre de limiter les pertes et de pouvoir capturer au plus vite des compagnies allemandes et les centres de commandement des bataillons. La 140e brigade est soutenue par quatre tanks, elle a pour tâche de prendre le Château Blanc et la partie adjacente de la « Damstrasse ». De son côté la 142e brigade doit attaquer les terrils et la rive gauche du canal. Le 1er juin 1917, l'artillerie britannique entame la phase intense de bombardement préparatoire pour détruire les tranchées et les défenses accessoires, les deux brigades réintègrent le front entre le 4 et le 6 juin pour l'attaque.
Les avions de chasse britanniques doivent obtenir la maîtrise du ciel des premières lignes jusqu'à la ligne de ballons d'observation allemands située 9 100 mètres (10 000 yards) en arrière pour empêcher les avions d'observation allemands de franchir la ligne de front. Depuis la bataille d'Arras, de nouveaux avions britanniques sont mis en service, le chasseur Bristol F.2, le Royal Aircraft Factory S.E.5 et le triplan Sopwith. Ces nouveaux appareils ont des performances comparables aux chasseurs allemands Albatros D.III et Halberstadt D.II. Au cours de la semaine précédant l'attaque, de nombreuses patrouilles aériennes sont réalisées quotidiennement à des altitudes comprises entre 3 700 mètres (12 000 pieds) et 4 600 mètres (15 000 pieds). La domination aérienne britannique est telle qu'aucun avion n'est abattu par la chasse allemande jusqu'au début de l'attaque. Le 7 juin 1917, les avions d'observation sont en mesure de diriger les tirs d'artillerie des trois corps d'armée impliqués dans la bataille. Une seconde ligne de défense anti-aérienne est formée, elle a pour rôle de détecter la position des avions d'observation allemands et de guider par radio les chasseurs britanniques sur ces positions. À partir de juin 1917, chaque armée britannique dispose d'un « poste de contrôle » de deux « stations de guidage » et une « station d'avion d'interception ». Ces différents groupements sont reliés par téléphone au quartier général de l'armée de l'air, aux différentes escadrilles d'avions de chasse, au commandant des forces anti-aériennes et à l'artillerie lourde.
Les nouveaux moyens de communication permettent de réagir rapidement lors de tentatives de bombardement allemand, d'attaquer plus rapidement les avions d'observation et de localiser les batteries d'artillerie allemandes. Du 1er juin 1917 au 7 juin 1917, la 2e brigade reçoit 47 appels par le biais de messages radio, elle abat un avion allemand, en endommage sept autres et permet de stopper 22 tirs d'artillerie allemands. Des patrouilles aériennes sont réalisées sur le front sur une ligne Ypres-Roulers-Menin, de grandes formations d'avions britanniques et allemands s'affrontent dans de longs combats lorsque des renforts aériens allemands commencent à arriver dans la région. Des vols longue portée de bombardement et de reconnaissance sont concentrés sur les aérodromes occupés par les Allemands, les gares. La 100e escadrille du RFC, spécialisée dans les bombardements de nuit, attaque des trains autour de Lille, Courtrai, Roulers et de Comines. Deux escadrilles sont utilisées pour l'appui aérien rapproché et l'attaque au sol du champ de bataille et des aérodromes allemands.

### Plan d'attaque britannique

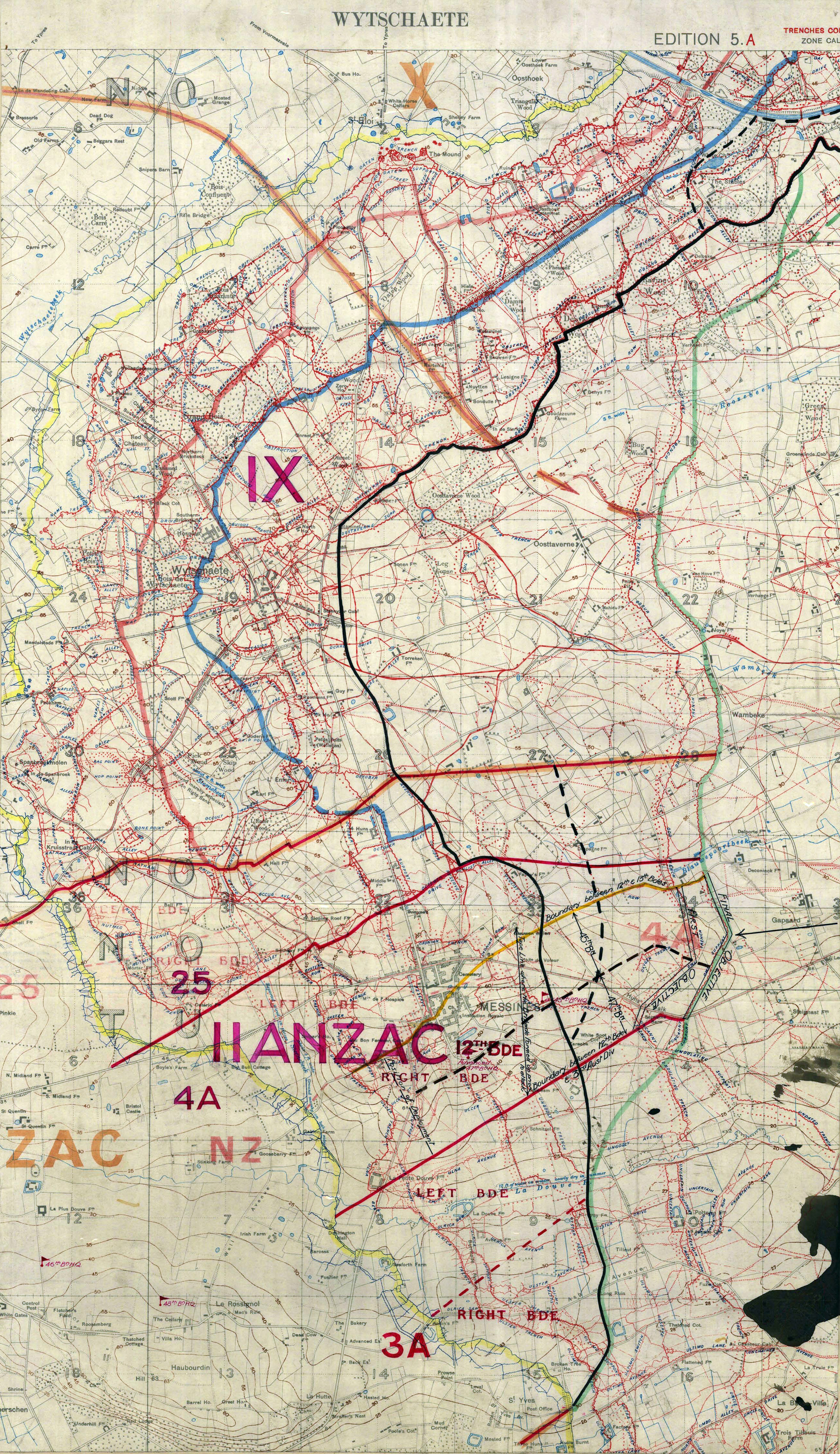
Bataille de Messines – carte d'état-major recadrée.

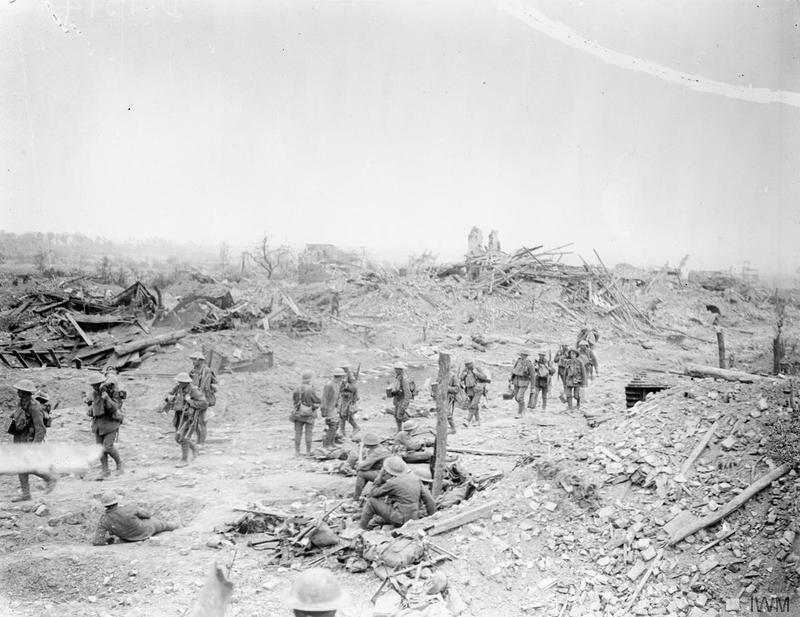
Soldats britanniques en 1917.

Les Britanniques prévoient d'avancer sur un front de 16 000 mètres (17 000 yards) entre Saint-Yves et l'est du mont Sorrel vers la ligne Oosttaverne pour une profondeur maximale de 2 700 mètres (3 000 yards). L'assaut est séparé en trois objectifs intermédiaires à atteindre, chaque nouvel objectif est attaqué par des troupes fraîches. Dans l'après-midi une avancée au-delà de la crête doit être réalisée. L'attaque est menée par trois corps d'armée de la 2e armée du général Herbert Plumer. Le 2e corps de l'ANZAC (en) est situé sur le sud-est et doit progresser de 730 mètres (800 yards), le 9e corps au centre doit attaquer sur un front de 4 600 mètres (5 000 yards) pour atteindre une largeur de 1 800 mètres. Le 10e corps d'armée est situé au nord sur une ligne de front de 1 100 mètres (1 200 yards). Les corps d'armée planifient leurs attaques sous la supervision du commandant de l'armée, en se basant sur les analyses de la bataille de la Somme et les succès de la bataille d'Arras. Un grand soin est pris pour la planification des contre-batteries, l'horaire du barrage roulant d'artillerie et le barrage de tirs indirects des mitrailleuses.
Les positions de l'artillerie allemande et la seconde (« Höhen ») ligne de défense allemande ne sont pas visibles pour les observateurs terrestres britanniques. Pour observer la contre-pente de la crête de Messines, plus de 300 avions de la 2e brigade de la RFC sont concentrés. Huit ballons captifs sont positionnés derrière les lignes britanniques, à une altitude comprise entre 910 et 1 500 mètres (entre 3 000 pieds et 5 000 pieds). Le major-général G. McK. Franks, le commandant de l'artillerie de la 2e armée britannique coordonne l'artillerie des corps d'armée et l'artillerie divisionnaire notamment pour la contre-batterie. Le quartier général du corps d'artillerie lourde, les sièges des différentes artilleries divisionnaires, les escadrons RFC, le centre des ballons et les stations sans fil sont reliés au château de Locres par câbles enterrés. Un officier d'état-major est chargé à la tête d'une équipe des actions de contre-batteries sur l'artillerie allemande. Une réunion quotidienne regroupant les services de contre-batterie de divisions et de corps rassemble méthodiquement les rapports de la journée produits par l'aviation d'observation, les ballons, les observateurs en première ligne. Chaque corps est responsable d'une aire de contre-batterie, qui est divisée en zones attribuées à des groupes spécifiques d'artillerie lourde. La zone attribuée aux groupes d'artillerie lourde est elle-même divisée en carrés attribués aux batteries d'artillerie. Cette organisation permet d'être plus réactif en cas d'identification de nouvelles batteries d'artillerie allemande.
Chaque corps d'armée impliqué dans l'attaque organise sa propre artillerie lourde au sein du plan de l'armée selon les conditions locales. Le 2e corps de l'ANZAC crée quatre groupes de contre-batteries formés d'un groupe d'artillerie lourde. Le 9e corps d'armée organise quatre groupes similaires et cinq groupes de bombardement. Sur ces cinq groupes, trois groupes sont associés aux trois divisions d'attaque, les deux groupes restant forment une réserve aux ordres du commandant de corps d'artillerie lourde. Un officier d'artillerie lourde de la 2e armée est détaché dans chaque centre de commandement de l'artillerie divisionnaire. Une fois l'attaque déclenchée, il prend le commandement de l'artillerie lourde. L'organisation de l'artillerie de campagne varie également selon les corps d'armée. Dans le 9e corps d'armée, chaque brigade d'infanterie dispose d'un agent de liaison d'artillerie et de deux sous-groupes l'un formé de six canons 18-pounder et de six batteries d'obusier de 4,5 pouces. Les artilleurs de l'artillerie de siège excédentaires sont employés à remplacer les artilleurs blessés et déplacer l'artillerie pour pouvoir être engagée et enrayer les futures tentatives allemandes de contre-attaques. Les officiers observateurs d'artillerie progressent en même temps que la première attaque sur la crête pour retourner l'artillerie allemande restée sur place pour permettre aux divisions de réserve de progresser au-delà de la ligne Oosttaverne et pour identifier l'artillerie allemande cachée ou l'artillerie allemande progressant dans le no man's land.
Le major-général G. McK. Franks prévoit de neutraliser les canons allemands sur les 8 200 mètres (9 000 yards) du front d'attaque. Sur le front principal et les flancs de l'attaque des Anglais de 16 000 mètres (17 000 yards), 169 canons allemands sont localisés par 42 canons britanniques (25 % du total allemand) ont été mis de côté. Chacun des 299 canons allemands identifiés au fur et à mesure de l'attaque est engagé par un canon britannique, cette formule nécessite 341 canons et obusiers britanniques pour la contre-batterie. Tous les 41 mètres, sur le front de l'attaque, sont placés des obusiers moyens ou lourds soit 378 pièces, dont 38 canons et obusiers super-lourds représentant 5 % de l'artillerie totale et les pièces d'artillerie de campagne sont utilisés pour les barrages fixes et roulants. Franks conçoit un calendrier de bombardement et ajoute un barrage de mitrailleuses par tirs indirects. 756 canons moyens et lourds sont répartis en quarante groupes et les 1 510 canons de campagne et obusiers sont répartis entre les 64 brigades d'artillerie au sein des divisions d'attaque et les 33 brigades d'artillerie de campagne, sont répartis entre les trois corps d'attaque. 130 635 tonnes de munitions sont livrées pour la bataille, soit 1 000 obus pour chaque canon de 18-pounder, 750 obus par obusier de 4,5 pouces, 500 coups pour chaque pièce moyenne et lourde. 120 000 obus de gaz et 60 000 obus fumigènes pour les canons de campagne de 18-pounder sont utilisés lors de la bataille.
Les deux tiers des canons 18-pounder sont utilisés pour le barrage roulant d'obus devant l'infanterie, tandis que le reste des canons de campagne et d'obusiers de 4,5 pouces réalisent un barrage fixe à 640 mètres (700 yards) quand l'infanterie arrive à 370 mètres (400 yards) le barrage est déplacé de 640 mètres. Chaque division dispose de quatre batteries d'artillerie de campagne, qui peuvent être retirées du barrage sur ordre du commandant de la division pour engager des cibles locales. Les batteries de campagne des trois divisions de réserve sont mises en place sur des positions camouflées, à proximité du front britannique. Une fois un objectif pris par l'infanterie le barrage roulant est stoppé à environ 140 mètres devant la ligne pour permettre de mettre en défense la ligne conquise. Durant cette période, le rythme de tir baisse à un coup par minute et par pièce, permettant aux canons et aux artilleurs de prendre du repos avant de reprendre sa pleine intensité quand le barrage se déplace à nouveau. L'artillerie lourde et super-lourde doit tirer sur les positions d'artillerie allemandes et les zones arrières. 700 mitrailleuses sont chargées de réaliser un barrage par des tirs indirects au-dessus des troupes offensives.
D'après les plans établis, les mines doivent exploser à 3 h 00, suivi de l'attaque des neuf divisions sur la crête. La ligne bleue (le premier objectif) doit être occupée 1 h 40 après le début de l'opération, cette conquête est suivie d'une pause de deux heures. 3 h 40 après le déclenchement de l'attaque, l'infanterie britannique doit atteindre la ligne noire (deuxième objectif) et la mettre en défense jusqu'à 8 heures du matin, soit 5 heures après le début de l'attaque. Les troupes de renforts doivent atteindre la ligne noire pour attaquer la ligne Oosttaverne qu'elles doivent conquérir 10 heures après le déclenchement des opérations. Dès que la ligne noire est capturée tous les canons doivent bombarder la ligne Oosttaverne, mener des opérations de contre-batterie et placer un barrage fixe au-delà de la ligne noire. Tous les tanks opérationnels sont réunis et 24 sont gardés en réserve pour soutenir l'avancée de l'infanterie sur la ligne Oosttaverne.

### Préparatifs défensifs allemands
La première ligne de défense allemande passe en avant de la crête de Messines, évite la colline d'Haubourdin (Colline 63), passe ensuite au de la vallée de la Douve et par le mont Kemmel, à 4 600 mètres (5 000 yards) à l'ouest de Wijtschate, cette organisation s'avère obsolète. La construction d'une nouvelle ligne qui intègre les principes révisés de défense tirés des expériences de la bataille de la Somme est entamée en février 1917. Elle est appelée ligne Flandern I. La première section est commencée 9,6 km derrière la crête de Messines, elle s'étend du Nord de la Lys à Linselles et de Wervik à Beselare dans une zone favorable pour les observations d'artillerie. Au cours du mois d'avril, le maréchal Rupprecht et son chef d'état-major, le général von Kuhl, réfléchissent à un retrait allemand sur la 3e ligne (ligne Warneton) pour anticiper une attaque britannique. Les commandants des divisions sont opposés au retrait, ils considèrent que les contre-mines allemandes ont contre-carré les menaces britanniques en sous-sol et que les travaux sur la ligne Warneton ne sont pas suffisamment avancés pour un retrait sans risques. La nature de la crête interdit les observations des artilleurs britanniques, le canal Ypres-Comines et la Lys limitent l'espace disponible en cas de contre-attaque. En cas de prise de la crête, les observateurs britanniques pourraient guider correctement les tirs d'artillerie et rendre le terrain impraticable et trop dangereux pour les troupes allemandes aussi loin que la ligne Flandern I située 9,6 km derrière. En cas de retrait allemand, les pentes de la colline de Menin, une zone essentielle dans la défense allemande des Flandres, jusqu'à présent inaccessibles aux observateurs le seraient. Rupprecht réexamine la 3e ligne de défense appelée (Warneton) et la ligne de défense supplémentaire Sehnen (appelée « ligne Oosttaverne » pour les Britanniques) entre la ligne de Warneton et la 2e ligne (Hohen) et abandonne l'idée du retrait.
Face à la 2e armée de Plumer, les Allemands opposent le groupe Wijtschate formé de trois divisions du 19e corps d'armée (de), dirigé par le général Maximilian von Laffert. Ce groupe qui tient la crête, fait partie de la IVe armée commandée par le général Sixt von Armin. Au début de mai, la XXIVe division allemande est ajoutée à la garnison de la crête. La XXXVe division d'infanterie et la IIIe division bavaroise forment la réserve du groupe Wijtschate, elles sont considérablement renforcées par de l'artillerie, des munitions et des avions. La partie du front allemand la plus vulnérable est l'extrémité nord de la crête de Messines où elle rencontre la colline de Menin. Le commandement allemand limite la largeur de front de 2 400 mètres (2 600 yards) tenu par la CCIVe division d'infanterie (Württemberg). La XXIVe division d'infanterie, plus au sud, contrôle 2 600 mètres (2 800 yards) et la IIe division d'infanterie 3 700 mètres (4 000 yards) autour de Wijtschate. Au sud-est du front la XLe division d'infanterie tient une ligne de front de 4 400 mètres (4 800 yards) de part et d'autre de la Douve. La première ligne est établie en profondeur, les fortifications sont réparties jusqu'à un demi-mile derrière la ligne de front. À la fin du mois de mai les effets des tirs d'artillerie britanniques sont si violents que les XXIVe et XLe divisions sont remplacées par la XXXVe division et la IIIe division bavaroise. La VIIe division et la Ire division de réserve de la Garde deviennent les divisions de réserve du groupe Wijtschate au début du mois du juin. La relève de la IIe division d'infanterie est prévue pour les 7 et 8 juin.
Les régiments allemands tiennent entre 640 et 1 100 mètres (700-1 200 yards) de première ligne avec un bataillon en première ligne, un second bataillon en soutien et un 3e bataillon en réserve à une distance de 4,8 km à 6,4 km à l'arrière du front. Le bataillon en ligne a trois compagnies dans le premier système défensif sur des lignes de défenses appelées « IA », « IB » et « IC » et la dernière compagnie du bataillon est placée sur la ligne intermédiaire à Sonne associée avec une compagnie du bataillon de soutien immédiatement disponible pour une contre-attaque entre la première ligne et la seconde ligne (Höhen) sur la ligne de crête faîtière. Les trois autres compagnies du bataillon de soutien à l'abri dans la 2e ligne (Höhen). Environ 32 postes de mitrailleuses régimentaires sont dispersés sur le secteur autour de la zone défensive. La défense allemande est mobile, le rôle des Stosstrupps placés dans la ligne « IC » est de mener des contre-attaques pour reprendre « IA » et « IB ». En cas de repli, les bataillons de soutien doivent alors avancer pour reprendre le terrain perdu excepté sur la colline de Spanbroekmolen qui doit être défendue à tout prix.
Le bombardement britannique préliminaire débute le 8 mai et devient plus intense à partir du 23 mai. Les parapets de défenses et les abris en béton de part et d'autre de la crête sont démolis. La supériorité aérienne permet à l'aviation britannique d'observer les défenses allemandes, malgré les efforts défensifs du Cirque Richthofen. À partir du 26 mai, les garnisons allemandes avancent de 46 mètres (50 yards) dans les trous d'obus du no-man's land, à l'aube et retournent la nuit dans leurs abris. Lorsque les abris ont été détruits, les trous d'obus sont occupés de manière permanente. Les compagnies de la seconde ligne (Höhen) se replient derrière la crête. À la fin de mai, les bataillons en première ligne sont relevés tous les deux jours au lieu de tous les cinq du fait du bombardement britannique. Certaines troupes allemandes sur la crête ont un faible moral étant convaincues de l'imminence d'une attaque synchronisée avec l'explosion des mines selon les dires d'un prisonnier capturé le 6 juin. Le 1er juin le bombardement britannique devient plus intense, chaque position défensive allemande sur la pente est nivelée.
L'effort de la Luftstreitkräfte atteint son maximum entre le 4 et le 5 juin, quand un avion allemand observe 74 sites de contre-batteries. Les Britanniques identifient 62 avions d'observation allemands chacun escortés par sept chasseurs pour diriger des tirs d'artillerie contre la 2e armée. Les observations des avions d'observation britanniques sur la contre-pente sont moins efficaces que dans les premières lignes. Les villages Messines et Wijtschate sont démolis ainsi que les lignes « Höhen » et « Sehnen », des positions de mitrailleuses restent intactes malgré le bombardement. Les tirs d'artillerie à longue distance sur Comines, Warneton, Wervik, les carrefours, les voies ferrées et les ponts causent beaucoup de dégâts, un certain nombre de dépôts de munitions sont détruits.

## Bataille

### Seconde Armée

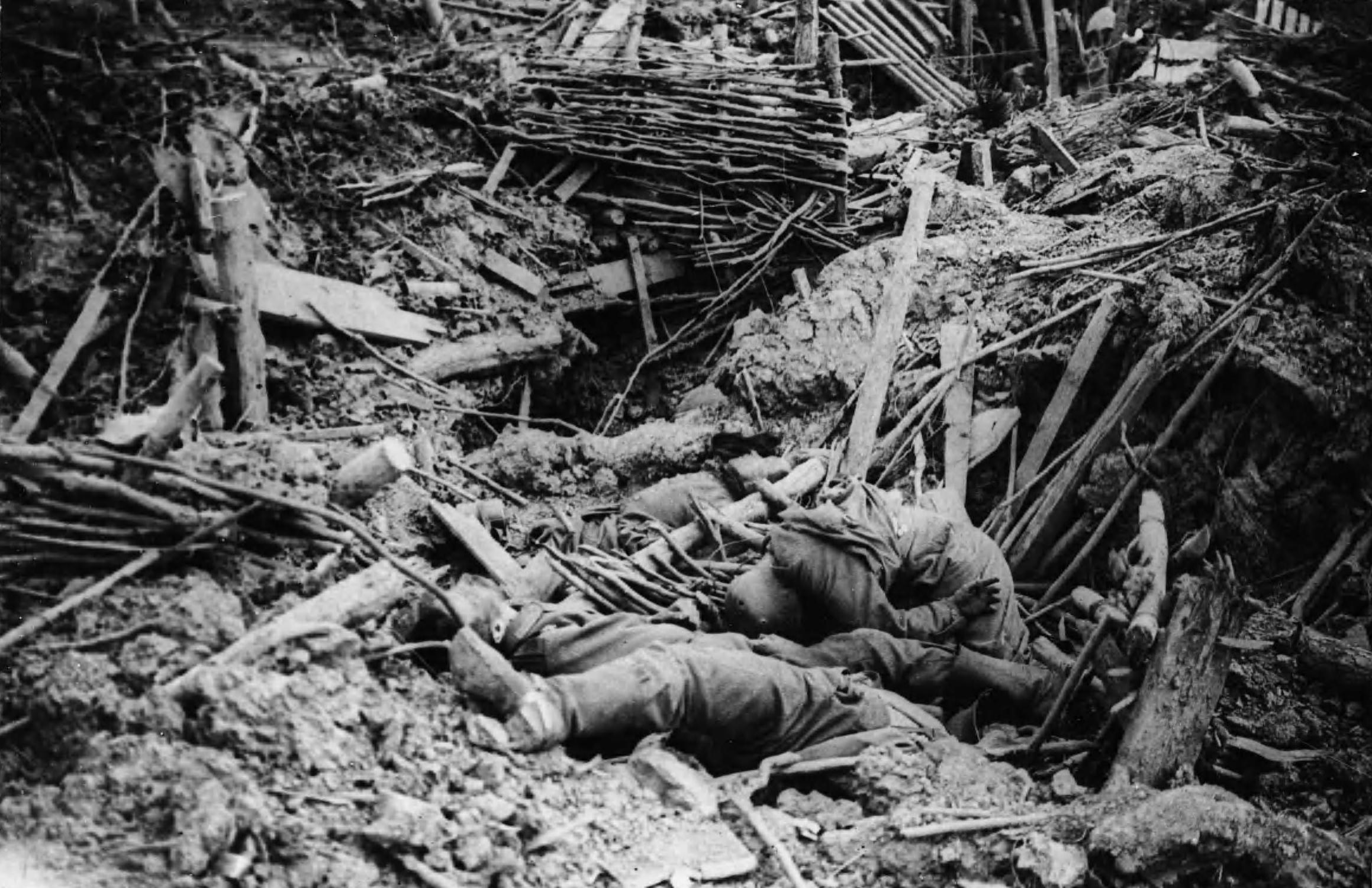
Tranchée allemande détruite et soldats tués par l'explosion d'une des mines. 10 000 tués et disparus ont été attribués à ces mines.

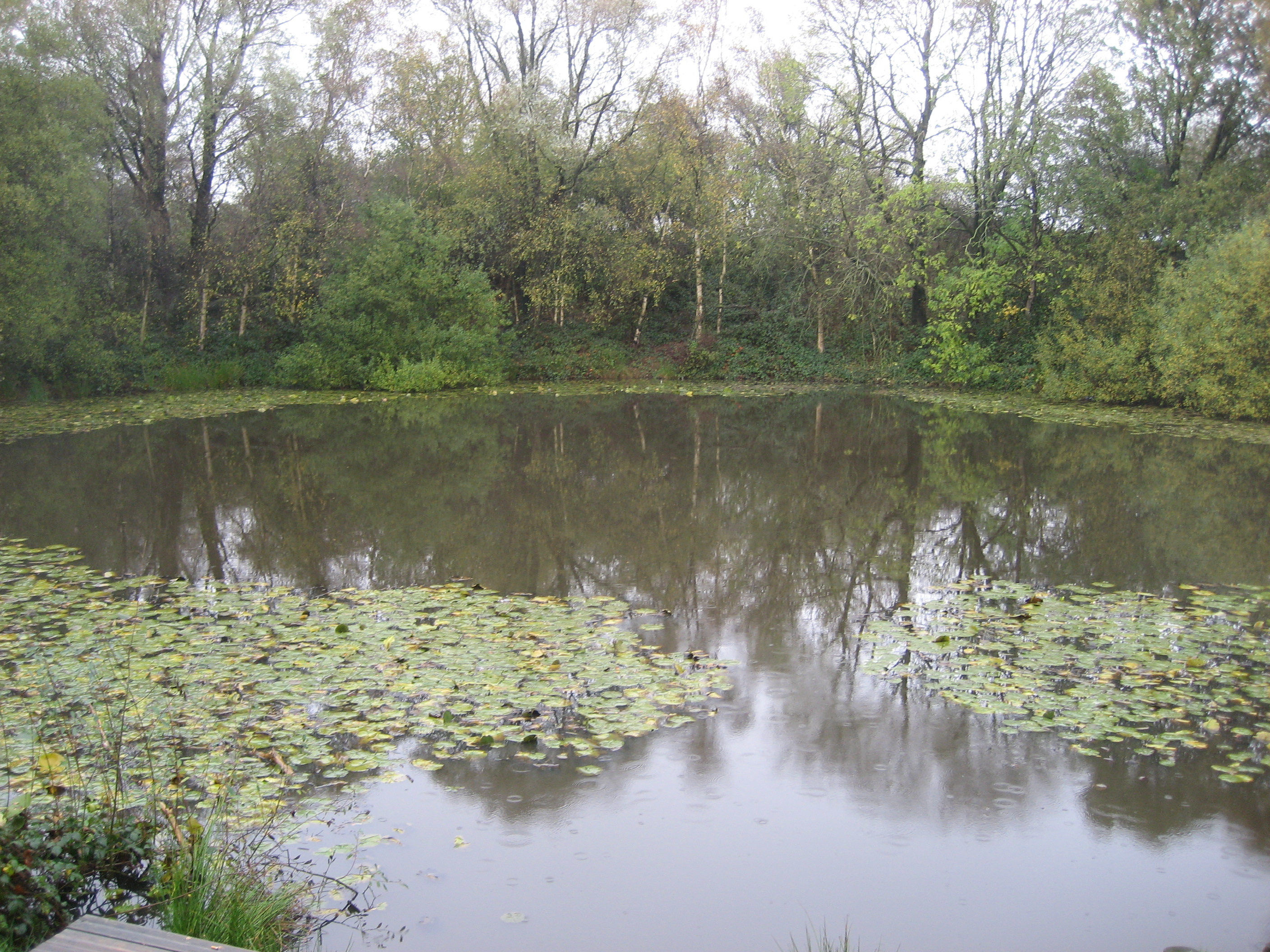
Le Lone Tree Crater ou Pool of Peace, l'un des cratères creusé par une explosion de mine, en 2009.

Au niveau météorologique, entre le 15 mai et le 9 juin, le temps évolue de « passable » à « beau » à l'exception des 16, 17 et 29 mai qui sont « très mauvais ». À partir du 4 juin, le temps passe au « beau », avec des brumes matinales. Le jour J de l'attaque est fixé au 7 juin et l'heure H à 3 h 10 du matin. Un orage éclate durant la nuit précédant l'attaque, à minuit le ciel s'éclaircit à nouveau. À 2 h 00, des avions britanniques volent au-dessus des lignes allemandes, pour camoufler le bruit des chars se rendant sur leurs positions d'attaques. À 3 h 00, les troupes britanniques atteignent furtivement leurs positions de départ, sauf pour certaines troupes au 2e corps d'armée de l'ANZAC (en). Les tirs nocturnes de routine de l'artillerie britannique cessent environ une demi-heure avant l'aube. À 3 h 10 du matin, les mines commencent à exploser. Après les explosions, l'artillerie britannique entame un tir d'efficacité. Le barrage roulant est mis en place et les tirs de contre-batterie sont déclenchés sur les positions connues de l'artillerie allemande avec des obus à gaz. Les neuf divisions britanniques d'attaque et les trois divisions en réserve commencent leur avance. L'artillerie allemande réagit par un tir de barrage qui tombe sur les tranchées britanniques vides.

#### Premier objectif, ligne bleue
Le 2e corps d'armée de l'ANZAC (en) est placé face à la partie sud de la crête et au village de Messines. La 3e division d'infanterie australienne placée à droite est désorganisée par un bombardement allemand au gaz sur le bois de Ploegsteert (« Plugstreet ») aux alentours de minuit faisant 500 victimes au cours de la marche d'approche, mais l'attaque entre Saint-Yves et la Douve commence à l'heure. Les 9e et 10e brigades d'infanterie bénéficient des effets de l'explosion de quatre mines sur les tranchées 122 et 127, qui forment des cratères de 61 mètres (200 pieds) de large et 6,1 mètres (20 pieds) de profondeur. Les cratères formés perturbent les formations d'attaque de l'infanterie australienne, qui se fondent dans une seule vague avant de se reformer à mesure de leur avance. La division néo-zélandaise évite le bombardement au gaz allemand et passe la colline 63. Les deux brigades traversent le lit asséché de la rivière Steenebeke et s'emparent de la ligne de front allemand sans difficultés bien que la mine de la petite Ferme de Douve n'ait pas explosé puis avancent vers le village de Messines. À la gauche du corps, la 25e division a ses lignes de départ 550 mètres (600 yards) derrière la ligne de la division néo-zélandaise. Elle rattrape son retard aidée par l'explosion de la mine de la ferme de l'Ontario.
À la droite du 9e corps d'armée britannique, la 36e division d'infanterie attaque avec la 107e brigade soutenue par l'explosion de trois mines à Kruisstraat et par l'explosion de la mine principale de Spanbroekmolen à 730 mètres (800 yards) plus au nord. L'attaque de la 109e brigade à gauche du front de la 36e division est aidée par l'explosion de la mine de Peckham Chambre. La zone dévastée est franchie sans résistance, les survivants allemands sont sonnés par les explosions de mines. La 16e division d'infanterie (en) attaque entre la ferme de Maedelstede et la route reliant Vierstraat à Wytschaete. Les explosions des mines de Maedelstede et des deux mines du Petit Bois dévastent les points défensifs allemands encore intacts, les mines du Petit Bois de gauche sont déclenchées avec une douzaine de secondes de retard entraînant des pertes dues aux retombées des explosions parmi les troupes d'attaque britanniques. Sur la gauche du 9e corps, la 19e division d'infanterie, au nord de la route entre Vierstraat et Wytschaete, attaque avec deux brigades dans les restes du Grand Bois et Bois Quarante. L'explosion des trois mines de Hollandscheschuur permet à l'infanterie britannique de s'emparer du saillant allemand « Nez Nag », les allemands survivants se replient ou se rendent.
Le 10e corps doit progresser de 640 mètres (700 yards) jusqu'à la crête puis de 550 mètres (600 yards) sur la crête elle-même. Cette progression permet aux observateurs d'artillerie britanniques au sol d'avoir de nouvelles vues des positions allemandes au nord sur le versant sud du plateau Gheluvelt et l'arrière de Zandvoorde. Les défenses allemandes sont renforcées par un doublement de la garnison d'infanterie par rapport au standard sur les autres parties du front. La concentration de l'artillerie allemande autour de Zandvoorde rend une attaque britannique dans cette zone très périlleuse, mais les tirs britanniques de contre-batterie ont permis d'éliminer la presque totalité de l'artillerie allemande qui ne répond à l'attaque qu'en retard et de façon sporadique. Dans la nuit du 6 au 7 juin, les barbelés de la première ligne britannique sont coupés pour permettre aux troupes de se réunir dans le no man's land, prêtes à attaquer à 3 h 10. La 41e division d'infanterie attaque avec deux brigades après l'explosion d'une mine dans le saillant de Saint-Éloi. Ses principaux obstacles sont les décombres de l'explosion de la mine. Les 47e et 23e divisions d'infanterie forment le flanc défensif gauche de l'attaque. Elles avancent sur la crête et entre le canal d'Ypres-Comines et la voie ferrée, au-delà des fourreaux de mines de Caterpillar et de la colline 60. Les bordures du canal et de la voie ferrée sont un dédale de tranchées, mais la 47e division d'infanterie franchit les 270 mètres (300 yards) de la position du front allemand en 15 minutes, en collant au barrage roulant. L'infanterie allemande se rend le long du chemin. Le sol gorgé d'eau dans la vallée au sud du mont oblige les deux brigades de la 23e division d'infanterie d'avancer de part et d'autre de la vallée jusqu'à atteindre le sommet.
Dans les zones d'explosion des mines, l'infanterie britannique trouve de nombreux soldats allemands morts, blessés ou choqués. L'attaque balaie les quelques points défensifs allemands encore actifs, obligeant les Allemands à se retirer précipitamment sur les lignes défensives en arrière. Environ 80 000 Britanniques avancent vers le sommet de la pente, soutenus par le bombardement roulant qui projette beaucoup de fumée et de poussières empêchant les observations des défenseurs allemands. Le barrage roulant avance de 91 mètres (100 yards) toutes les deux minutes permettant aux troupes britanniques de déborder les fortifications allemandes et les nids de mitrailleuses. Quand les Allemands résistent, ils sont engagés par des grenades à fusil, des fusils-mitrailleurs Lewis et des mortiers de tranchée. Les mêmes techniques de combat employées avec succès sur la crête de Vimy en avril sont appliquées pour l'attaque de Messines. L'accent est mis sur le « ratissage » du terrain conquis, pour s'assurer que les troupes allemandes contournées ne pourraient engager des troupes britanniques de soutien. La fumée et la poussière nécessitent l'utilisation de la boussole, la première ligne allemande est atteinte dans les 35 minutes allouées, ainsi que la ligne Sonne, à mi-chemin à la 2e ligne allemande (Höhen) sur l'arête. Les deux bataillons de soutien des brigades d'attaque collent aux troupes d'attaque pour être en place pour le deuxième objectif de l'attaque à 460 et 730 mètres plus loin. La précision du barrage britannique est conservée, les tentatives de contre-attaque allemandes sont étouffées. Quand l'infanterie britannique s'approche de la 2e ligne allemande, la résistance s'intensifie.

#### Second objectif, ligne noire
Dans la zone d'attaque du 2e corps de l'ANZAC (en), la 3e division australienne consolide le flanc défensif sud de l'attaque, en reliant les différents cratères de la tranchée 122 et repousse plusieurs contre-attaques allemandes hâtives. Le flanc gauche de la division se fixe sur un point fortifié allemand capturé. La division néo-zélandaise attaque le village de Messines, le bastion sud des défenses allemandes de la crête de Messines. Le village est fortifié par une ligne périphérique de tranchées et dans le village par cinq casemates et des caves fortifiées à l'épreuve de l'artillerie. Deux postes de mitrailleuses au bord du village sont évacués par les Allemands, mais le feu provenant de la ferme Swayne à 370 mètres (400 yards) du village bloque l'avance alliée jusqu'à l'arrivée d'un tank qui permet la prise de la ferme et la capture de 30 soldats allemands. Les Néo-Zélandais pénètrent dans les tranchées extérieures derrière le barrage roulant qui ralentit et progresse seulement de 91 mètres (100 yards) en 11 minutes. La garnison allemande défend le village avec une grande détermination mais se rend lorsque le commandant du village est capturé. La 25e division d'infanterie conquiert la route Messines-Wytschaete sur la crête de la colline, au nord de la division néo-zélandaise, avec peu d'opposition, sauf à « Hell Farm » qui est néanmoins capturé.
Dans la zone du 9e corps d'armée, l'artillerie a détruit les fils de fer barbelé et les points fortifiés de la ligne allemande. La 36e division d'infanterie capture les restes de la ferme Bogaert et des deux bois l'entourant. Plus au nord, l'artillerie britannique bombarde en permanence les postes défensifs allemands connus dans le bois de Wytschaete et le Grand Bois, ils ont détruit par un bombardement incendiaire réalisés par des projectors Livens dans la nuit du 3 au 4 juin. Les 16e (en) et 19e divisions d'infanterie (en) parviennent à s'emparer des restes calcinés des deux bois. L'objectif des deux divisions est atteint juste après 5 h excepté dans la zone de l'Hospice où une force allemande résiste malgré les risques d'encerclement jusqu'à 6 h 48.
Dans la zone du 10e corps d'armée, les positions allemandes (appelées Dammstrasse) qui s'étalent de la route Saint-Éloi au Château Blanc sont capturées par la 41e division d'infanterie après une longue lutte. La 47e division d'infanterie attaque le Château Blanc en profitant de la fumée produite par les obus fumigènes et incendiaires tirés sur les positions allemandes plus au nord le long du canal de Comines. La garnison allemande résiste et repousse deux attaques, avant de se rendre après un bombardement au mortier de tranchée à 7 h 50. Le flanc défensif sur la partie nord du 10e corps d'armée est tenu par la 23e division d'infanterie qui progresse de 270 mètres (300 yards) en vingt minutes. Les forces allemandes du saillant de Zwarteleen au sud du mont Sorrel résistent aux assauts des deux brigades avant d'être forcées de se rendre par des tirs de grenades à fusils.
Juste après 5 h 00 tous les « seconds objectifs intermédiaires » britanniques (la première tranchée ligne et la 2e ligne allemande Höhen sur le sommet de la crête) sont pris. Les différents documents allemands récupérés sur le champ de bataille montrent que le commandement allemand a sous-estimé l'effet des mines, de l'artillerie et des tactiques d'infanterie britanniques : les Allemands s'attendaient à une attaque de la crête mais pensaient pouvoir tenir la ligne jusqu'à l'arrivée des divisions Eingreif de renforts pour les contre-attaques. L'objectif suivant est la tranchée en arrière de la 2e ligne « Höhen » allemande derrière la ligne de crête à 370-460 mètres (400-500 yards). Une pause de deux heures permet la sécurisation du terrain conquis et aux bataillons britanniques gardés en seconde ligne de se déplacer vers l'avant. Durant cette période, l'artillerie établit un barrage fixe de canons 18-pdrs à 270 mètres (300 yards) devant les lignes capturées, l'artillerie lourde est quant à elle prête à riposter aux tirs allemands ou à réaliser un barrage ponctuel selon les besoins. Les bêtes de traits et les hommes apportent des fournitures défensives (fil de fer barbelé, sacs) pour sécuriser le terrain capturé sous la direction des troupes du génie. À 7 h 00 le bombardement de protection augmente en intensité et recommence sa progression se déplaçant de 91 mètres (100 yards) toutes les trois minutes. L'attaque est relancée, les divisions emploient les bataillons déjà engagés mais certains d'entre elles commencent à utiliser les bataillons de leur 3e brigade. La plupart des chars encore opérationnels sont dépassés par l'infanterie mais certains continuent leur action de soutien.

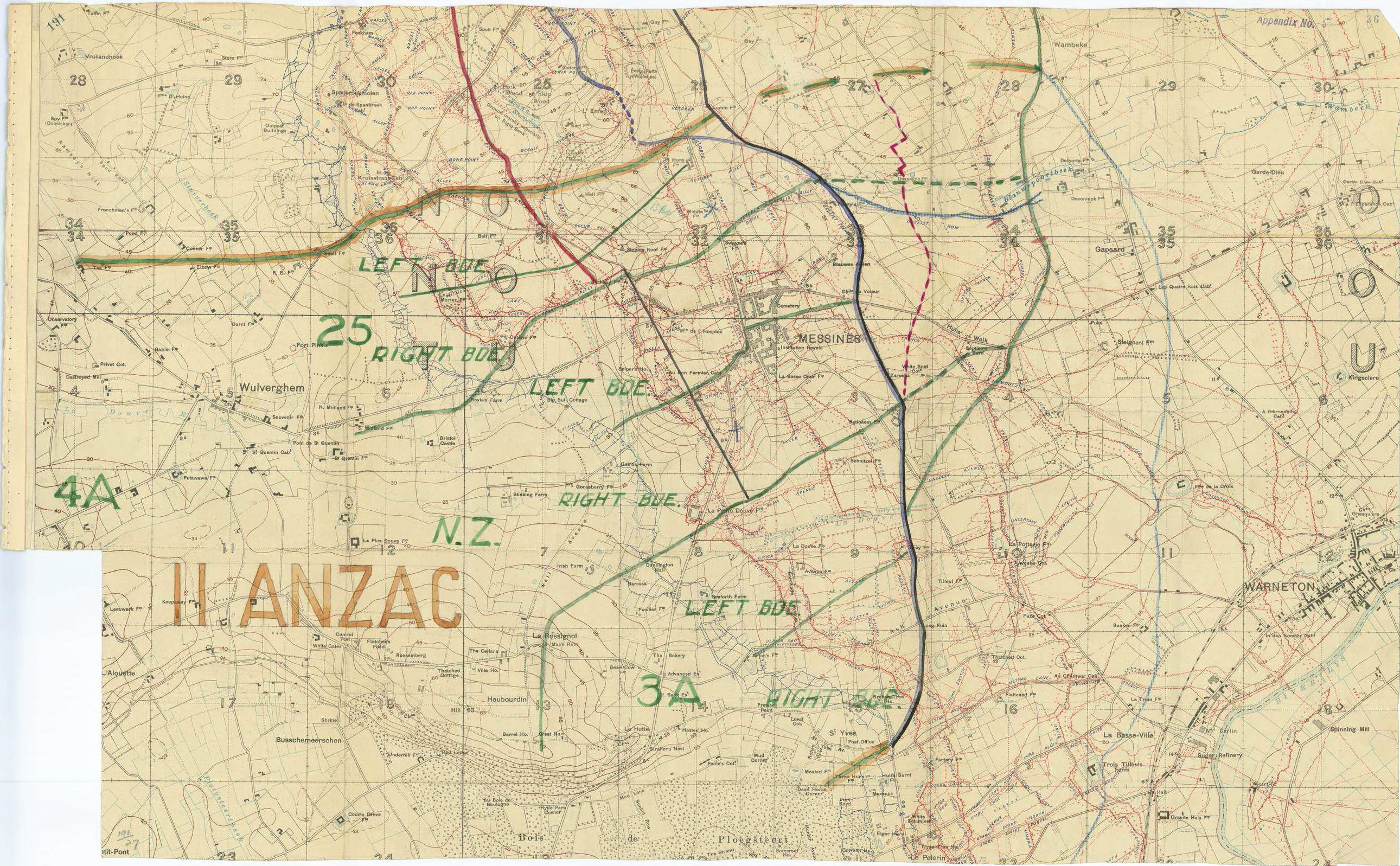
Bataille de Messines, plan d'attaque du 2e corps d'armée de l'ANZAC.

Les bataillons de réserve de la division néo-zélandaise sont lancés dans la bataille et dépassent les bataillons impliqués dans la première attaque. Ces nouveaux bataillons avancent de part et d'autre de Messines où plusieurs secteurs défensifs allemands tiennent encore. Un centre de commandement de l'artillerie allemande à Blauwen Molen, situé à 460 mètres (500 yards) au-delà de Messines, est capturé. Un tank fait irruption dans un point fortifié à la ferme de Fanny et provoque la reddition d'une centaine de soldats allemands. La brigade de réserve de la 25e division d'infanterie poursuit la progression vers le nord, sauf au niveau de la ferme Lumm qui est finalement prise avec l'aide des troupes de l'aile droite de la 36e division d'infanterie. Aidé par deux chars, le reste de la 36e division avance à droite du village Wytschaete et capture un centre de commandement d'un bataillon allemand. Wytschaete a été fortifié comme Messines mais les bombardements spéciaux débutés le 3 juin ont démoli le village. Deux bataillons de la 16e division débordent les lignes allemandes, sur la gauche la brigade de réserve de la 19e division d'infanterie occupe la zone comprise entre les villages de Wytschaete au bois d'Oosttaverne avec peu de résistance.
Le 10e corps d'armée a plus de difficultés à atteindre certains de ses objectifs finaux. La perte de Château Blanc désorganise les défenseurs allemands et permet à la 41e division d'infanterie au sud de franchir facilement le sommet et d'atteindre la pente arrière de la colline à 460 mètres (500 yards) derrière les lignes donnant sur le versant oriental de la colline et la vallée de Roozebeke. La 41e division capture de nombreux prisonniers aux bois de Denys et de Ravine. Au nord du canal, la 47e division d'infanterie a pour objectif la capture d'un terril de 370 mètres de long (400 yards) défendu par plusieurs nids de mitrailleuses allemandes. Les attaques britanniques prennent pied à la base du terril avec de fortes pertes dues à la présence des mitrailleuses du terril et du bois plus au nord. Finalement à 9 h 00 l'infanterie se retire pour permettre un nouveau bombardement de la zone de 14 h 30 à 18 h 55. À 19 h 00, une nouvelle attaque du bataillon de réserve est lancée. La 23e division subit quant à elle beaucoup de pertes dues aux tirs de mitrailleuses provenant du terril, elle réussit à s'emparer le soir du bois nord.
Au centre de l'attaque, à 8 h 40, une compagnie de chaque bataillon, soutenue par huit chars et des patrouilles de cavalerie, suit le barrage roulant jusqu'à la ligne d'observation à plusieurs centaines de mètres en contrebas de la pente est de la crête. La plupart des troupes allemandes rencontrées se rendent rapidement, sauf au bois d'Oosttaverne où ils résistent davantage. L'aviation britannique prend part également à la bataille en mitraillant au sol les troupes allemandes. Le deuxième objectif (la « ligne d'observation ») des fermes de Bethléem au sud de Messines et de la ferme de Despagne au bois d'Oosttaverne est atteint avec peu de pertes. Des marqueurs au sol sont mis en place pour les trois divisions pour l'attaque prévue dans l'après-midi et la zone conquise est fortifiée. Les planificateurs britanniques de l'assaut ont prôné la fortification du terrain conquis sur la crête et une pause dans l'offensive. Ils ont considéré que les pertes britanniques pour la prise du premier objectif intermédiaire (ligne bleue) pourraient atteindre 50 % de l'effectif engagé et 60 % au niveau de la crête (ligne noire). En réalité, le nombre de victimes britanniques est beaucoup plus faible que prévu. Les troupes d'assaut et de renforts commencent alors à s'entasser sur la crête et à subir des pertes sensibles par les tirs de mitrailleuses et de l'artillerie à longue portée allemande. Les planificateurs britanniques considèrent comme probable la contre-attaque de deux divisions allemandes Eingreif placées derrière la crête à partir de 11 h. Afin d'éviter de rencontrer ces troupes en terrains découverts, les positions défensives sont consolidées pour bloquer les tentatives allemandes. Les batteries d'artillerie non utilisées des trois divisions de réserve ajoutent leurs feux au barrage de protection devant l'infanterie pour le densifier sans que les Allemands le remarquent.

#### Objectif final (ligne Oosttaverne)
La planification prévoit une pause de cinq heures pour vaincre les divisions allemandes Eingreif, avant la reprise de l'avance des troupes britanniques vers la ligne Oosttaverne (Sehnen). Après que les rapports sur l'état du terrain sont parvenus à Plumer, il est décidé de prolonger la pause de deux heures, jusqu'à 15 h 10. Des pièces d'artillerie rejoignent les batteries masquées près de la ligne de front et d'autres sont déplacées le plus loin possible dans le no man's land. 146 mitrailleuses sont préparées sur la face visible de la crête pour tirer un barrage au-dessus des troupes, chaque division place seize mitrailleuses supplémentaires sur la ligne de front sur le versant oriental. Les 24 chars en réserve commencent à avancer à 10 h 30 pour rejoindre les flancs du 2e corps de l'ANZAC (en) et 9e corps. Les chars restant de l'attaque du matin sur le front du 10e corps, sont regroupés puis participent aux attaques à partir de Damm et du Denys Woods.
La 4e division australienne poursuit l'attaque du 2e corps d'armée de l'ANZAC, la brigade de droite doit atteindre les zones de rassemblement avant 11 h 30. La brigade avance sur un terrain à découvert, sous le feu des mitrailleuses et de l'artillerie allemande qui provoquent des pertes sensibles à la brigade. La brigade de gauche prévenue des pertes de la brigade de droite n'avance qu'à partir de 13 h 40. Le barrage roulant est déclenché à 15 h 10 et avance à la vitesse de 91 mètres (100 yards) toutes les 3 minutes. La brigade de droite avance de 1 800 mètres (2 000 yards) vers la ligne Oosttaverne, entre la Douve au nord de Blauwepoortbeek. Les mitrailleuses allemandes placées dans les casemates renforcées de la ligne Oosttaverne causent de nombreuses victimes, mais avec le soutien de trois chars, les Australiens atteignent les casemates, à l'exception de celles situées au nord de la route Messines-Warneton. Une fois leur ligne de défense conquise, les survivants allemands ont tenté de battre en retraite à travers le barrage britannique qui s'est fixé 270 mètres (300 yards) derrière la ligne Oosttaverne. La brigade de gauche est bloquée dans sa progression à 460 mètres (500 yards) de la ligne Oosttaverne par des tirs sur son flanc droit provenant de casemates allemandes situées au nord de la route Messines-Warneton jusqu'à la Blauwepoortbeek. Ces tirs provoquent des pertes sensibles au sein de cette unité. Le bataillon australien de gauche ignore que la 33e brigade de la 11e division au nord a du retard, il vire vers le nord-est pour tenter de prendre contact avec la brigade près de la ferme Lumm. Cette ferme est prise par le bataillon australien qui tourne la position en passant par l'éperon de Wambeke. Cet objectif est facilement accessible, mais il est situé au ruisseau de Wambeek soit 910 mètres (1 000 yards) au nord de la position prévue. Les unités australiennes étendent alors leur ligne de front vers le nord jusqu'à Estaminet Polka pour essayer de se lier avec la 33e brigade. Cette dernière, accompagnée de quatre chars, entre en contact avec les troupes australiennes à 16 h 30. La brigade prend les fermes de Joye et de Van Hove au-delà des objectifs prévus pour faire taire les mitrailleuses tirant sur elle.
Sur le front du 9e corps, la 33e brigade de la 11e division d'infanterie reçoit l'ordre d'avancer sur la ferme Vandamme à 9 h 25, mais l'ordre est communiqué avec retard et la brigade se regroupe à proximité de la ferme de Rommens qu'à partir de 15 h 50 pour la moitié des effectifs, l'autre partie ayant encore une heure de retard. Pour compenser le retard, le commandant du 9e corps ordonne à la 57e brigade de la 19e division en réserve, de prendre à sa charge la partie du front de la ligne Oosttaverne entre la ferme de Van Hove au village Oosttaverne ainsi que le bois de Bug. Finalement, seuls 1 100 mètres (1 200 yards) de front sont sous la responsabilité de la 33e brigade. Les ordres du commandant du 9e corps arrivent avec retard au commandant de la 19e division qui demande un report. Finalement, la 57e brigade est envoyée en première ligne sans attendre la 33e brigade. Les troupes ont comme ordre de descendre la pente et de coller au barrage. Elles arrivent à prendre les objectifs en 20 minutes du fait de la faible opposition allemande et rencontrent les Australiens à Estaminet Polka.
Les deux brigades de la 24e division formant la réserve du 10e corps, sont lancées dans la bataille et atteignent Dammstrasse dans le temps imparti à temps. Les deux brigades ont facilement atteint leurs objectifs, les bois Bug et de Rose, la ferme Verhaest, sans grande opposition allemande et capturent de nombreux points fortifiés. Elles capturent 289 Allemands et six canons de campagne avec seulement six victimes, elles avancent de 730 mètres (800 yards) le long de la vallée de Roozebeek et capturent le bois de la Ravine Bois sans difficulté sur le flanc gauche. Le bataillon gauche progresse moins que les autres, il doit soutenir les troupes de la 47e division restant sous les feux de mitrailleuses. Tous les objectifs finaux de l'offensive britannique sont pris excepté les rives du canal Ypres-Comines et 910 mètres (1 000 yards) de la ligne Oosttaverne à la jonction du 9e corps et du 2e corps de l'ANZAC. Malgré un bombardement intense jusqu'à 18 h 55, les troupes allemandes sur la rive du canal repoussent une nouvelle attaque d'infanterie. Le bataillon de réserve employé pour cette attaque subit le feu de l'artillerie allemande durant le positionnement des troupes pour l'attaque. De nouvelles tentatives sont réalisées en utilisant des mitrailleuses lourdes qui permettent quelques avancées mais l'arrivée de renforts allemands stoppe les attaques. La situation britannique près de Blauwepoortbeek s'aggrave, des troupes allemandes sont vues se rassembler à la ferme de Steingast, près de la route de Warneton. Un tir barrage défensif (ou barrage SOS) tombe sur la 12e brigade australienne positionnée 230 mètres (250 yards) au-delà de son objectif. Les Australiens réussissent à arrêter la contre-attaque allemande avec des tirs d'armes légères, mais de nombreux survivants se replient spontanément pour se mettre à l'abri sur la crête. À la nuit tombée, les observateurs d'artillerie néo-zélandais, pensant que tous les Australiens se sont repliés sur la crête, déclenchent un barrage au plus près de la ligne d'observation pour éviter les contre-attaques allemandes. Le bombardement tombe sur le reste des Australiens, qui se retirent avec de nombreuses pertes, laissant la partie sud de la ligne Oosttaverne et la zone de Blauwepoortbeek inoccupées. Un barrage défensif (barrage SOS) est déclenché en avant du 9e corps et arrête une contre-attaque allemande de la vallée Roozebeke mais de nombreux obus tombent trop courts, précipitant un autre retrait informel. Le barrage se rapproche de la ligne d'observation, rajoutant des pertes britanniques jusqu'à 22 h 00, heure de l'arrêt effectif du bombardement. L'infanterie britannique occupe à nouveau les positions. Le 8 juin à 3 h 00 du matin, les opérations de reprise de la ligne Oosttaverne sont entamées dans la zone du 2e corps d'armée de l'ANZAC.

### Opérations aériennes
Afin de suivre la progression de l'infanterie, deux avions d'observation sont employés en permanence pour chaque corps d'armée. Les observateurs tracent facilement les nouvelles positions des troupes expérimentées qui allument des fusées éclairantes et agitent des tissus pour attirer l'attention. Certaines troupes, mal formées et inexpérimentées, ne coopèrent pas craignant de se faire remarquer également par les Allemands. Les avions d'observation doivent voler dangereusement bas pour identifier les troupes. Quatre d'entre eux sont abattus dans la journée. Bien que l'observation aérienne ne soit pas dans le cas présent indispensable, la vitesse à laquelle les rapports d'observations sont livrés a permis d'améliorer la liaison entre la ligne de front et les commandants supérieurs. Du côté allemand, l'infanterie se camoufle, obligeant les avions britanniques à réaliser des identifications visuelles directes. Les rapports et la mise à jour des cartes sont régulièrement réalisés au niveau des divisions et des corps d'armée pour permettre un bon suivi des troupes. Pendant la pause sur la crête, un observateur signale que la ligne Oosttaverne est faiblement occupée. À 14 h, un observateur dans un ballon indique qu'un barrage allemand lourd est déclenché devant le 2e corps d'armée de l'ANZAC. Une patrouille d'avion rapporte une forte concentration d'infanterie allemande dans la région du village de Messines. Cette contre-attaque allemande est dispersée par des tirs d'artillerie à partir de 14 h 30. Chaque escadrille maintient un avion en permanence en vol pour diriger le déclenchement de barrage d'artillerie si la présence de troupes allemandes est avérée. En fait lors de cette bataille, la vitesse de progression des troupes britanniques a empêché les contre-attaques allemandes de s'organiser. Les observateurs d'artillerie ont appelé 398 fois pour déclencher des tirs de contre-batterie de zone après l'identification de la position de canons allemands. Finalement 165 appels ont réellement permis de bloquer l'artillerie allemande. Les observateurs d'artillerie du 8e corps ont pu déclencher des tirs sur la ligne Oosttaverne et sur l'artillerie allemande opposée au 10e corps.
Quatorze chasseurs ont réalisé des mitraillages au sol à basse altitude en avant de l'infanterie britannique sur les lignes arrières allemandes. Leurs objectifs sont les regroupements de troupes, les nids de mitrailleuses, les lignes de transports. Les attaques aériennes se déroulent toute la journée pour une perte de deux avions britanniques. Au cours de cette journée, les escadrilles mitraillent les aérodromes allemands de Bisseghem et de Marcke près de Courtrai tandis que des escadrilles de bombardement de jour bombardent les aérodromes allemands à Ramegnies à Chin, à Coucou, à Rumbeke et à Bisseghem. Les rapports d'observation indiquant la concentration de troupes allemandes autour de Quesnoy-Warneton conduisent un chasseur à décoller et attaquer en quelques minutes les troupes allemandes. Les chasseurs allemands ont vainement tenté d'intercepter les avions britanniques d'observation. Ces avions d'observation sont protégés par des patrouilles de chasseurs, un seul avion britannique est abattu par un avion allemand au cours de la journée. À la nuit tombée, les spécialistes des bombardements de nuit du 100e Squadron du RFC bombardent les gares de Warneton, de Menin et de Courtrai. Le 8 juin, une reconnaissance aérienne est réalisée sur l'extrémité nord de du front du 2e corps d'armée de l'ANZAC pour clarifier les positions des troupes britanniques.

### Contre-attaques de laIVearmée allemande
À 2 h 50 le 7 juin, le bombardement d'artillerie britannique cesse. Redoutant un assaut d'infanterie immédiat, les défenseurs allemands prennent position sur les lignes avancées. À 3 h 10, les mines explosent, tuant environ 10 000 soldats allemands et détruisant la plupart des organisations défensives avancées bloquant les survivants des onze bataillons allemands de première ligne qui sont rapidement dépassés et capturés. Lors des explosions, les troupes de première ligne allemandes sont choquées par le souffle. Au même moment, l'artillerie britannique reprend ses tirs. Une partie des Stosstruppen (« Stormtroops ») sur la ligne « Ic » ont pu contre-attaquer mais sont rapidement dépassés. Sur la ligne Sonne, tenue normalement par la moitié des bataillons de soutien, les troupes sont réduites à environ 100 hommes et six mitrailleuses pour les 730 mètres (800 yards) de la ligne de front. La fumée et la poussière du barrage britannique limitent la visibilité à 91 mètres (100 yards). Certains défenseurs allemands ont pensé que les silhouettes étaient des soldats allemands en retraite et non des soldats britanniques. Ils sont alors dépassés par les troupes britanniques et doivent se rendre. Après une pause, les Britanniques continuent leur avance vers la ligne Höhen, défendue par l'autre moitié des bataillons de soutien, une compagnie de chaque bataillon de réserve et 10-12 mitrailleuses par secteur régimentaire. Malgré l'aube, les défenseurs allemands ne peuvent voir correctement les hommes se dirigeant vers leurs tranchées. La poussière, la fumée limitent leur champ de vision. Les Allemands sont bombardés par l'artillerie et mitraillés par l'aviation britannique. La défense allemande s'effondre sur la partie sud de la ligne de front et laisse à découvert le flanc gauche de chaque unité plus au nord, les forçant à se retirer de la ligne Sehnen (Oosttaverne). Certaines unités allemandes organisées dans Wijtschate et près de Saint-Éloi, tiennent espérant être relevées, en vain. La garnison de la Kofferberg résiste 36 heures.

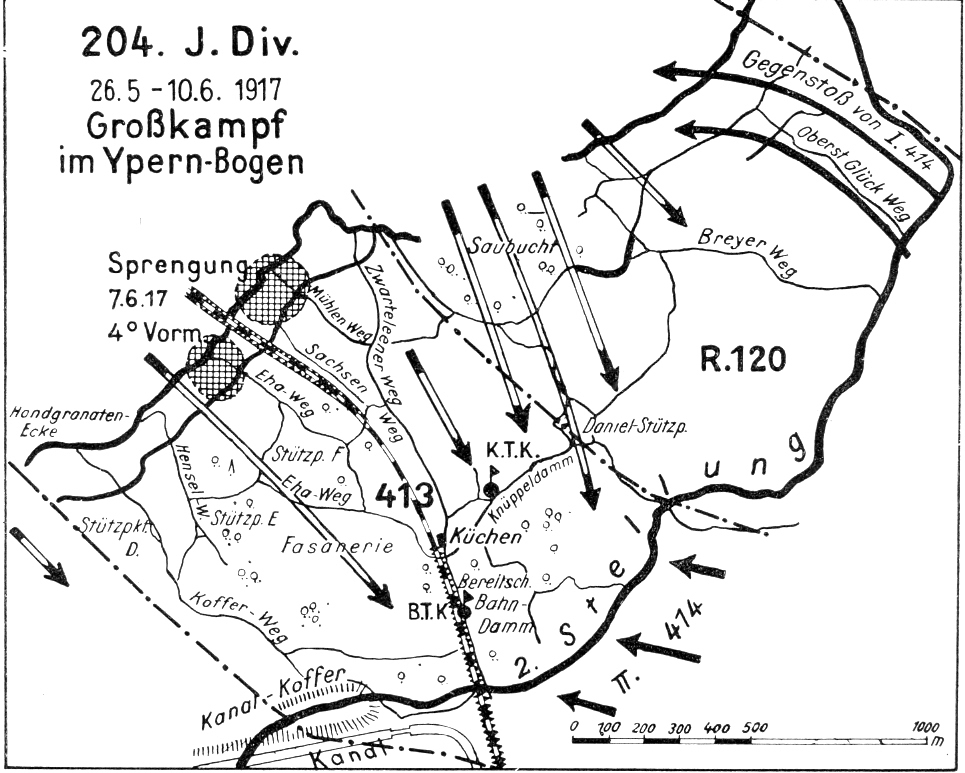
position de la division sur le front de la crête de Messines.

Le général Von Laffert le commandant du groupe de divisions Wijtschate, a prévu que lors d'une attaque britannique, les deux divisions de Eingreif situées derrière la crête de Messines devaient atteindre la ligne Höhen (seconde) avant les Britanniques. Les divisions atteignent les zones de rassemblement près de Gheluvelt et Warneton en 7 heures. La 7e division d'infanterie doit se déplacer de Zandvoorde à Hollebeke et attaquer, à travers le canal de Comines vers Wijtschate, le flanc nord des troupes britanniques. La 1re division de réserve de la Garde doit passer par Warneton à l'est de Messines, puis avancer autour de du village de Messines pour reprendre le système défensif. Les deux divisions d'Eingreif sont retardées dans leur progression, leurs éléments nouvellement arrivés ne connaissent pas suffisamment le terrain, de plus ces deux divisions n'ont pas été formées aux nouvelles techniques de contre-attaques. La 7e division d'infanterie est bombardée par l'artillerie britannique durant son parcours vers le canal de Comines. Au cours du trajet, une partie de la division est détournée, pour renforcer les restes des divisions de premières lignes occupant des postes défensifs autour de Hollebeke. Lorsque le reste de la division arrive sur ses objectifs, il découvre que les troupes britanniques occupent déjà les positions de la ligne Sehnen (Oosttaverne). La 1re division de réserve de la Garde est lourdement bombardée lors du franchissement de la ligne Warneton (troisième). La division atteint Messines vers 15 h 00 et subit de plein fouet la reprise du barrage roulant britannique et doit se replier sur la ligne Sehnen (Oosttaverne) quand les troupes britanniques commencent à avancer vers leur prochain objectif. Laffert envisage dans un premier temps un retrait supplémentaire, puis finalement ordonne que la ligne de défense soit au contact des nouvelles positions britanniques. Une fois le front fixé, l'artillerie allemande réagit avec une grande précision sur les nouvelles positions alliées et inflige des pertes importantes à l'infanterie britannique. 90 % des pertes de la 25e division d'infanterie britannique proviennent de l'artillerie allemande.

## Bilan et suites de la bataille

### Opérations ultérieures

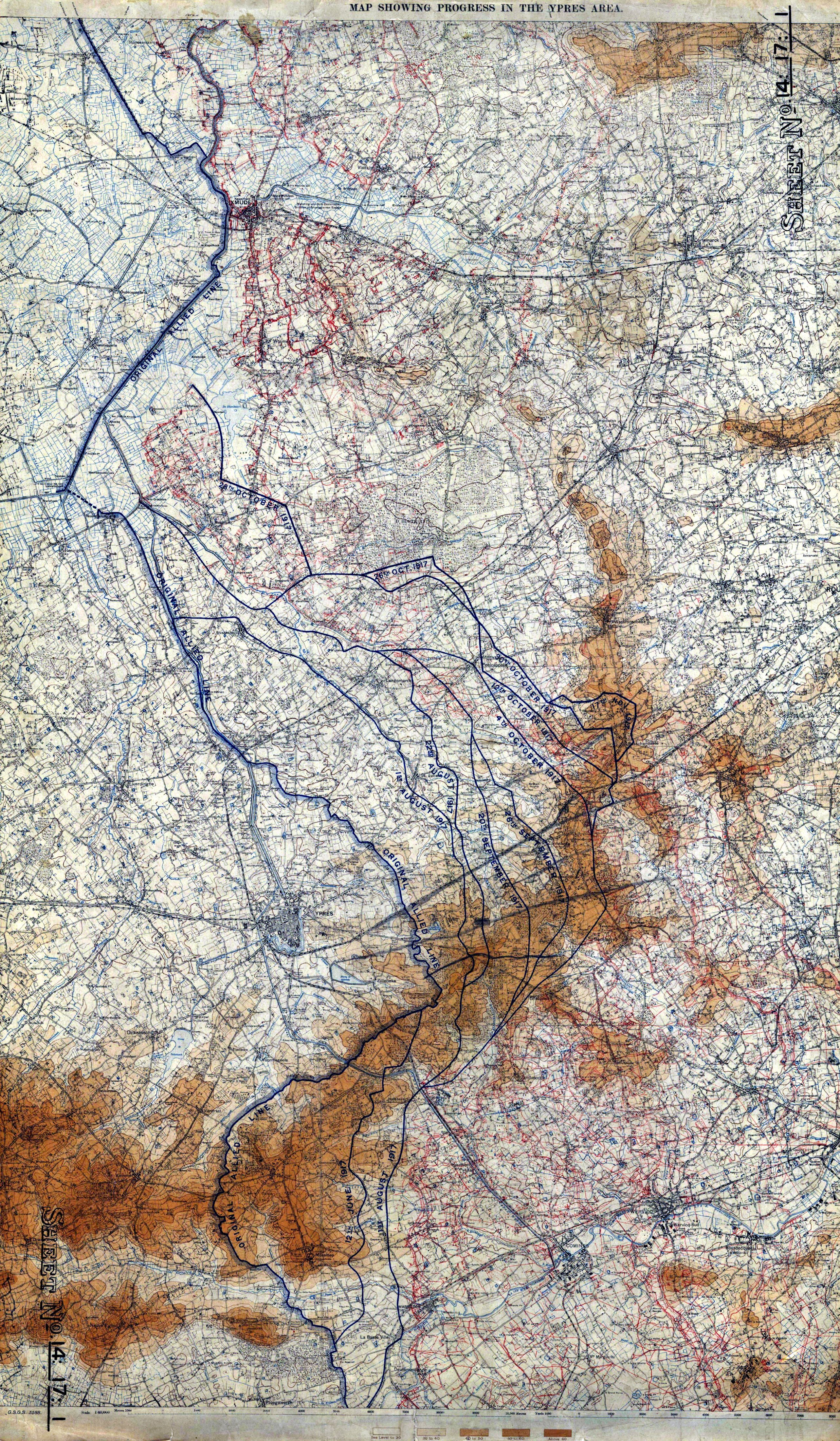
Évolution du front dans le secteur d'Ypres durant l'année 1917.

À 3 h 00 le 8 juin, l'attaque britannique est renouvelée pour occuper la ligne Oosttaverne de la Douve à la route de Warneton. Les troupes britanniques rencontrent quelques garnisons allemandes vite débordées. L'artillerie allemande au sud de la Lys bombarde lourdement en réaction le versant sud de la crête et cause des pertes considérables aux troupes de l'ANZAC positionnées sur la pente. Un bataillon de réserve est envoyé pour renforcer le 49e bataillon australien près de Blauwepoortbeek pour l'attaque de la route de Warneton à 3 h 00, mais le bataillon n'arrive pas à temps. À 4 h 00, le commandant de la 4e division australienne, le major-général William Holmes, arrive et clarifie la situation. La 33e brigade de la 11e division d'infanterie reçoit l'ordre de se déplacer et de relever le 52e bataillon australien. Ce dernier doit en soirée se déplacer vers le sud pour rejoindre le 49e bataillon australien pour l'attaque sur Blauwepoortbeek. Les observateurs d'artillerie localisés sur la crête ont pris le déplacement du 52e bataillon australien pour une contre-attaque allemande et ont appelé un tir de barrage. Dans le même temps les observateurs allemands dans la vallée voient les troupes de la 33e brigade se déplacer et les prennent pour des troupes d'attaque, ils demandent alors un tir de barrage. Le terrain est fortement bombardé par les artilleries des deux armées pendant deux heures, ce qui cause de nombreuses pertes. L'attaque prévue est reportée au 9 juin.
Chaque division dispose sur la crête d'observateurs d'artillerie pouvant ordonner des tirs de barrages défensifs pour éviter le retour des troupes allemandes. L'attaque a provoqué l'imbrication des troupes britanniques. En allant occuper leurs positions prévues, plusieurs d'entre elles ont essuyé des tirs amis. Ces bombardements fratricides prennent fin le 9 juin, lorsque la division néo-zélandaise et les 16e (en) et 36e divisions d'infanterie sont retirées du front et mises en réserve et que l'organisation classique d'occupation des tranchées du 2e corps d'armée de l'ANZAC est rétablie. Le 10 juin, l'attaque vers le bas de Blauwepoortbeek est finalement déclenchée mais rencontre une forte résistance de la XIe division d'infanterie allemande du groupe d'Ypres venue en renfort. La 3e division australienne progresse de 550 mètres (600 yards) de part et d'autre de la rivière la Douve, et consolide son emprise sur Tatched Cottage, qui tient le flanc droit de la nouvelle position de Messines. Les Allemands évacuent le secteur de la Blauwepoortbeek à l'aube du 11 juin. Les observations britanniques de la ligne Oosttaverne tenue par les Allemands constatent une faiblesse défensive. Plumer ordonne une nouvelle poussée sur la pente. Le 14 juin, le 2e corps d'armée de l'ANZAC a pour objectif de faire avancer le flanc droit du bois Plugstreet à la ferme des Trois Tilleuls et sur la colline 20. Un autre objectif est de progresser de 910 mètres (1 000 yards) vers l'éperon Gapaard et la ferme de la Croix. Le 9e corps est chargé de la prise de la Ferme Joye et du hameau Wambeke et d'aligner sa ligne de front sur celle des Australiens à la ferme de Delporte. Le 10e corps doit capturer Spoil Bank et les zones adjacentes. L'attaque britannique est devancée par une retraite allemande dans la nuit du 10 au 11 juin. Le 14 juin, les avant-postes britanniques sont établis sans résistance.
L'assaut, méticuleusement planifié et bien exécuté, a permis la prise des objectifs fixés en moins de douze heures. La combinaison des tactiques élaborées sur la Somme et à Arras, l'emploi des mines, la recherche des positions d'artillerie allemande, les barrages d'artillerie, les chars, les avions et l'emploi de petites unités tactiques a permis à l'infanterie d'avancer par infiltration lorsqu'elle était confrontée à des défenses allemandes intactes. Bien organisé, le ratissage après le passage des troupes de première ligne a empêché les troupes allemandes de tirer dans le dos de celles-ci. Les Britanniques ont fait 7 354 prisonniers et capturé 48 canons, 218 mitrailleuses et 60 mortiers de tranchée. L'attaque permet de sécuriser la partie sud du saillant d'Ypres pour les actions ultérieures ou « Opération du Nord ». Laffert, le commandant du groupe Wijtschate, est limogé deux jours après la bataille.
Lors de la préparation de la bataille de Messines, Haig évoque avec Plumer la possibilité d'une exploitation rapide de la bataille en lançant les 2e et 8e corps d'armée autour du lac de Bellewaarde soutenus par l'artillerie de la 2e armée. Plumer lui annonce que le transfert de l'artillerie prendra environ trois jours. Le 8 juin, des patrouilles des 2e et 8e corps signalent la présence d'une forte résistance chez les troupes allemandes. Haig exhorte Plumer d'attaquer immédiatement, mais Plumer lui annonce un délai de trois jours pour pouvoir organiser les troupes. Haig transfère les deux corps à la 5e armée et donne des instructions à Gough pour planifier la capture de la zone autour de Stirling Castle. Le 14 juin Gough indique que l'opération mettrait ses troupes dans un saillant et qu'il prendrait la région dans le cadre de l'offensive principale de l'été. De plus le 13 juin, les avions allemands commencent leurs attaques de jour sur Londres et le sud-est de l'Angleterre, ce qui nécessite le redéploiement de l'aviation britannique.

### Pertes
En 1941, Bean a dénombré dans les registres australiens les pertes de la bataille. Le 2e corps de l'ANZAC enregistre pour la période du 1er au 14 juin 4 978 pertes pour la division néo-zélandaise, 3 379 pertes pour la 3e division australienne et 2 677 pertes pour la 4e division australienne. En utilisant les chiffres provenant de la Reichsarchiv, Bean a noté les pertes allemandes : du 21 au 31 mai, 1 963 pertes ; du 1er au 10 juin, 19 923 pertes dont 7 548 disparus ; du 11 au 20 juin, 5 501 pertes et du 21 au 30 juin, 1 773 pertes. L'explosion initiale des mines, en particulier de la mine qui a créé le cratère de Lone Tree, explique le nombre élevé de pertes et de disparus du 1er au 10 juin. En 1948, les auteurs de « History of the Great War » ont dénombré 12 391 pertes pour le 2e corps d'armée de l'ANZAC ; 5 263 pertes pour le 9e corps ; 6 597 pertes pour le 10e corps ; 108 pertes pour le 2e corps et 203 pertes pour le 8e corps soit un total de 24 562 pertes pour la période du 1er au 12 juin. L'historique de la 25e division d'infanterie indique un nombre de 3 052 pertes et celui de la 47e division 2 303 pertes. Pour les Allemands, les auteurs de « History of the Great War » dénombrent 21 886 pertes dont 7 548 disparus entre le 21 mai et le 10 juin. En utilisant les ratios de pertes des groupes d'Ypres, de Wijtschate et de Lille provenant de l'histoire officielle allemande, les auteurs considèrent que les pertes allemandes sont en fait 30 % supérieures car les blessés légers susceptibles de reprendre leur poste n'auraient pas été comptabilisés. Cette hypothèse a été critiquée depuis. En 2007, J. Sheldon propose un chiffre de 22 988 pertes pour la IVe armée allemande du 1er au 10 juin 1917.

### Point de vue sur la bataille de Messines
Les analystes militaires et les historiens ont des points de vue différents sur l'importance stratégique de la bataille, mais la plupart reconnaissent le succès tactique et opérationnel britannique.
En 1919, Ludendorff a écrit que la victoire britannique avait coûté cher à l'armée allemande et vidé les réserves allemandes. Hindenburg a indiqué que les pertes à Messines avaient été « très lourdes » et qu'il regrettait que la crête n'ait pas été évacuée avant l'attaque britannique ; en 1922 von Kuhl considère que cette bataille est l'une des pires tragédies allemandes de la guerre.
En 1920, Haig, dans ses notes, décrit le succès du plan britannique, l'organisation mais s'abstient de trop mettre en avant les résultats considérant qu'il s'agit d'un succès préliminaire à l'offensive principale à Ypres.
En 1930, Liddell Hart pense que le succès de la bataille de Messines a accru les attentes pour la troisième bataille d'Ypres et que les tentatives pour appliquer les mêmes tactiques ont échoué, les objectifs des deux batailles étant différents.
En 1938, Lloyd George appelle la bataille « l'apéritif ». De son côté en 1939, GC Wynne juge que la bataille de Messines est un « succès éclatant », éclipsé par la tragédie finale de la bataille de Passchendaele. L'historien officiel la considère comme « grande victoire » en 1948.
En 1997, Prior et Wilson considère la bataille comme un « succès remarquable », tempéré par la décision de reporter l'exploitation de la bataille sur le plateau Gheluvelt. Ashley Ekins évoque la bataille comme une grande victoire, coûteuse en vie humaine en particulier pour l'infanterie du 2e corps d'armée de l'ANZAC, comme le suggère Christopher Pugsley en se référant à l'expérience de la division néo-zélandaise. De son côté Heinz Hagenlücke considère cette bataille comme un grand succès britannique, la perte de la crête a eu un effet sur le moral des Allemands pire que le nombre de victimes. Jack Sheldon qualifie la bataille de « victoire importante » pour les Britanniques et un « désastre » pour l'armée allemande, la contraignant à une « longue période d'attente anxieuse ».
Les résultats des recherches en 1996 et 2001 suggèrent que la consolidation des voies d'approvisionnement britanniques sur la crête, dévastée par les mines et des millions d'obus, la mise en défense de la ligne Oosttaverne et l'achèvement des préparatifs d'approvisionnement plus au nord, dans la région de la 5e armée étaient nécessaires avant le commencement de la troisième bataille d'Ypres et est la principale raison de la pause opérationnelle des mois de juin et juillet.
Ce n'est donc pas un hasard si Plumer déclare à son état-major avant la bataille de Messines
« Gentlemen, we may not make history tomorrow, but we shall certainly change the geography. »
« Messieurs, nous n'écrirons peut-être pas l'Histoire demain, mais nous changerons certainement la géographie. »

### Filmographie
- Commandos de l'ombre, (titre original : Beneath Hill 60), de Jeremy Sims (en) (2010). Auteurs et scénaristes : David Roach ; avec : Brendan Cowell (en) (Capitaine Oliver Woodward), Harrison Gilbertson (Frank Tiffin), Steve Le Marquand (en) (Sergent Bill Fraser), Gyton Grantley (Norman Morris), Alex Thompson (Walter Sneddon), Duncan Young (Tom Dwyer).
- La Grande Guerre, les tunnels de la mort (2012) de John Hayes Fischer (sur ARTE TV partie 1/2 et partie 2/2).
- L'enfer sous terre, (titre original : The war below) (2020), de J.P. Watts avec : Tom Goodman-Hill.
- Le Petit Théâtre des Opérations - Prendre une grosse mine (2025) de Odieux Connard (sur YouTube)